# William Grenville
William Wyndham Grenville (ur. 25 października 1759 w Wotton House w hrabstwie Buckinghamshire, zm. 12 stycznia 1834 w Burnham) – brytyjski arystokrata i polityk, związany ze stronnictwem wigów, premier Wielkiej Brytanii w latach 1806–1807.

## Życiorys
Był synem George’a Grenville’a, premiera w latach 1763–1765, i Elizabeth Wyndham, córki sir Williama Wyndhama, 3. baroneta. Wykształcenie odebrał w Eton College, w Christ Church na Uniwersytecie Oksfordzkim oraz w korporacji prawniczej Lincoln’s Inn. W 1782 r. został wybrany do Izby Gmin jako reprezentant okręgu Buckingham. Od 1784 r. reprezentował okręg wyborczy Buckinghamshire. W latach 1782–1783 był Głównym Sekretarzem Irlandii.
Szybko stał się stronnikiem swojego kuzyna, premiera Williama Pitta Młodszego, który powierzył mu w 1784 r. stanowisko płacmistrza armii. W 1789 r. został na krótko speakerem Izby Gmin, a następnie członkiem gabinetu jako minister spraw wewnętrznych. W 1790 r. otrzymał tytuł 1. barona Grenville i został przewodniczącym Izby Lordów. W 1791 r. otrzymał tekę ministra spraw zagranicznych, pozostając jednocześnie przewodniczącym Izby Lordów. W okresie jego urzędowania wybuchły wojny z rewolucyjną Francją. W tym czasie Grenville opowiadał się za prowadzeniem wojny na kontynencie, co jego zdaniem było kluczem do zwycięstwa. Te poglądy spowodowały spór ministra z Henrym Dundasem, który opowiadał się za przyznaniem priorytetu walkom na morzach i w koloniach. W latach 1790–1793 Grenville był ponadto przewodniczącym Rady Kontroli. W 1794 podpisał traktat Jaya.
Grenville odszedł z gabinetu wraz z Pittem w 1801 r., po nieudanej próbie uchwalenia ustawy o równouprawnieniu katolików. W następnych latach Grenville związał się z opozycyjnym stronnictwem wigów, kierowanym przez Charlesa Jamesa Foxa. Kiedy Pitt powrócił do władzy w 1804 r., Grenville nie objął żadnego stanowiska w jego rządzie. Po śmierci Pitta w 1806 r. stanął na czele tzw. Gabinetu Wszystkich Talentów, w skład którego wchodzili stronnicy Grenville’a, wigowie związani z Foxem oraz stronnicy byłego premiera lorda Sidmoutha. Gabinet nie odniósł większych sukcesów, nie udało mu się zawrzeć pokoju z Francją i przeprowadzić równouprawnienia katolików. Jego największym osiągnięciem był zakaz handlu niewolnikami w Imperium Brytyjskim, uchwalony w 1807 r.
Gabinet Wszystkich Talentów upadł w marcu 1807 r. Grenville pozostał związany ze stronnictwem wigów, kierowanym teraz przez lorda Greya. Krytykował zaangażowanie Wielkiej Brytanii w wojnę na Półwyspie Iberyjskim. W 1812 r. odmówił wejścia do gabinetu lorda Liverpoola. Po zakończeniu wojen napoleońskich ponownie zbliżył się do stronnictwa torysów, ale nigdy nie piastował już żadnego stanowiska rządowego.
Od 1810 r. był kanclerzem Uniwersytetu Oksfordzkiego. W 1823 r. przeżył udar mózgu. Zmarł w 1834 r. Jego żoną była Anne Pitt. Małżonkowie tworzyli zgodną parę, ale nie doczekali się potomstwa. Wraz ze śmiercią Grenville’a wygasł jego tytuł parowski.